# صموئيل كروذر
صموئيل كروذر (بالإنجليزية: Samuel Crowther) هو اقتصادي وصحفي أمريكي، ولد في 14 يونيو 1880 في فيلادلفيا في الولايات المتحدة، وتوفي في 27 أكتوبر 1947 في بوسطن في الولايات المتحدة.